# Émile Deschamps
Émile Deschamps de Saint-Amand, uno dei principali esponenti della scuola romantica (Bourges, 20 febbraio 1791 – Versailles, 23 aprile 1871), è stato un poeta francese.
Per contribuire con maggior vigore alla causa romantica fondò con Victor Hugo La Muse Française (1824), un giornale al quale contribuì con versi e racconti firmati "Le Jeune Moraliste" (il giovane moralista). 
Quattro anni dopo raccolse e pubblicò Etudes française  et étrangères (1828), una raccolta di poesie e traduzioni.  Pubblicò La paix conquis (la pace conquistata) (1812), un'ode che si guadagnò la lode di Napoleone; Contes physiologiques (1854); e Réalités fantastiques (1854).  Le sue Œuvres Complètes furono pubblicate in sei volumi (1872-1874).
Compose, insieme ad Emiliano Pacini, il libretto per l'Opera Stradella - Grand-opera in 5 atti - Musica di Louis Niedermeyer.. L'Opera ebbe la prima il 1837 presso l'Académie Royale de Musique di Parigi .
Fu anche librettista per le opere "Gli ugonotti" di Giacomo Meyerbeer e "Ivanhoé" di Gioachino Rossini, per il quale scrisse anche la poesia "Nizza, je puis sans peine", musicata nel 1836.